# Pappobolus smithii
Pappobolus smithii là một loài thực vật có hoa trong họ Cúc. Loài này được (Ferreyra) Panero mô tả khoa học đầu tiên năm 1992.